# Gosudarstwo i prawo
„Gosudarstwo i prawo” (ros. Государство и право, „Państwo a Prawo”) – czołowe rosyjskie czasopismo naukowe, poświęcone teoretycznym i praktycznym zagadnieniom nauk prawnych. Zostało założone w 1927 roku pod nazwą Rewolucja Prawa (ros. Революция права). Czasopismo znajduje się na Liście Najwyższej Komisji Atestacyjnej przy Ministerstwie Nauki i Szkolnictwa Wyższego Federacji Rosyjskiej i wydawane jest pod patronatem Zakładu Nauk Społecznych Rosyjskiej Akademii Nauk.
| Redaktor naczelny    | Lata                 |
| -------------------- | -------------------- |
| Pēteris Stučka       | 1927–1930            |
| Jewgienij Paszukanis | 1931–1937            |
| Andriej Wyszynski    | 1938–1941, 1946–1950 |